# Балэсангский язык
Балэса́нгский язык, также Балэйса́нгский (индон. Bahasa Balaesang) — австронезийский язык, используемый одноимённой народностью, проживающей на севере индонезийского острова Сулавеси. Численность носителей, по разным данным, в 2000-е годы составляла от 3200 до 3900 человек.

## Ареал и использование

Этнографическая карта полуострова Минахаса: ареал проживания носителей языка балэсанг выделен жёлтым

Носители языка компактно проживают на западном побережье основания полуострова Минахаса (небольшой «вторичный» полуостров Манимбая) в районе Балэсанг-Танджунг округа Донгала, относящегося к провинции Центральный Сулавеси. Населяя в основном три деревни — Камонджи (индон. Kamonji), Кетонг  (индон. Ketong) и Рано (индон. Rano), они составляют примерно треть общего населения района Балэсанг-Танджунг.
Количество говорящих постепенно уменьшается, прежде всего, за счёт перехода младшего поколения носителей на государственный язык страны — индонезийский.

## Классификация и основные лингвистические черты
Принадлежит к ветви томини (также томини-толитоли) собственно сулавесийской зоны сулавесийских языков. Диалектов в рамках языка не выделено.
В языке 5 гласных и 20 согласных звуков. Имеется 7 местоимений, в т.ч. 3 единственного и 4 множественного числа. Прослеживается существенное лингво-фонетическое сходство с родственными сулавесийскими языками и более отдалённое — с индонезийским.
| Балэсангский язык | Индонезийский язык | Русский перевод           |
| ----------------- | ------------------ | ------------------------- |
| sáu               | sáya               | я                         |
| so                | engkáu             | ты                        |
| sía               | día                | он, она                   |
| sámi              | kámi               | мы (исключая собеседника) |
| íta               | kíta               | мы (включая собеседника)  |
| míu               | kámu               | вы                        |
| samóno            | meréka             | они                       |

Наиболее значительные исследования балэсангского языка были проведены в 1980-е годы индонезийским филологом Ахмадом Гаранчангом (индон. Ahmad Garantjang) и в 1990-е — 2000-е годы немецким ученым-лингвистом Николаусом Химмельманом (нем. Nikolaus Himmelmann).